# Jatobá (Pernambuco)
Jatobá es un municipio brasileño del estado de Pernambuco. Tiene una población estimada al 2020 de 14 850 habitantes.

## Historia
En los inicios de la actual ciudad, la localidad era llamada Bebedouro do Jatobá, que hacía referencias a los frondosos jatobás, que era donde el ganado venido de los Estados de Bahía, Alagoas y Sergipe bebían agua.
La época del surgimiento de la ciudad coincide con el surgimiento del municipio de Sobradinho, en Bahía. En 1977 el actual territorio sufrió una gran deforestación con el principal objetivo de abrigar los miles de trabajadores que venían a trabajar desde varias regiones y allí se establecerían para la construcción de la hidroeléctrica Itaparica.

## Geografía
Se localiza a una latitude 09º10'59" sur y la una longitud 38º16'08" oeste, estando a una altitud de 280 metros.

### Hidrografía
El municipio está insertado en la cuenca del río San Francisco.